# RUF

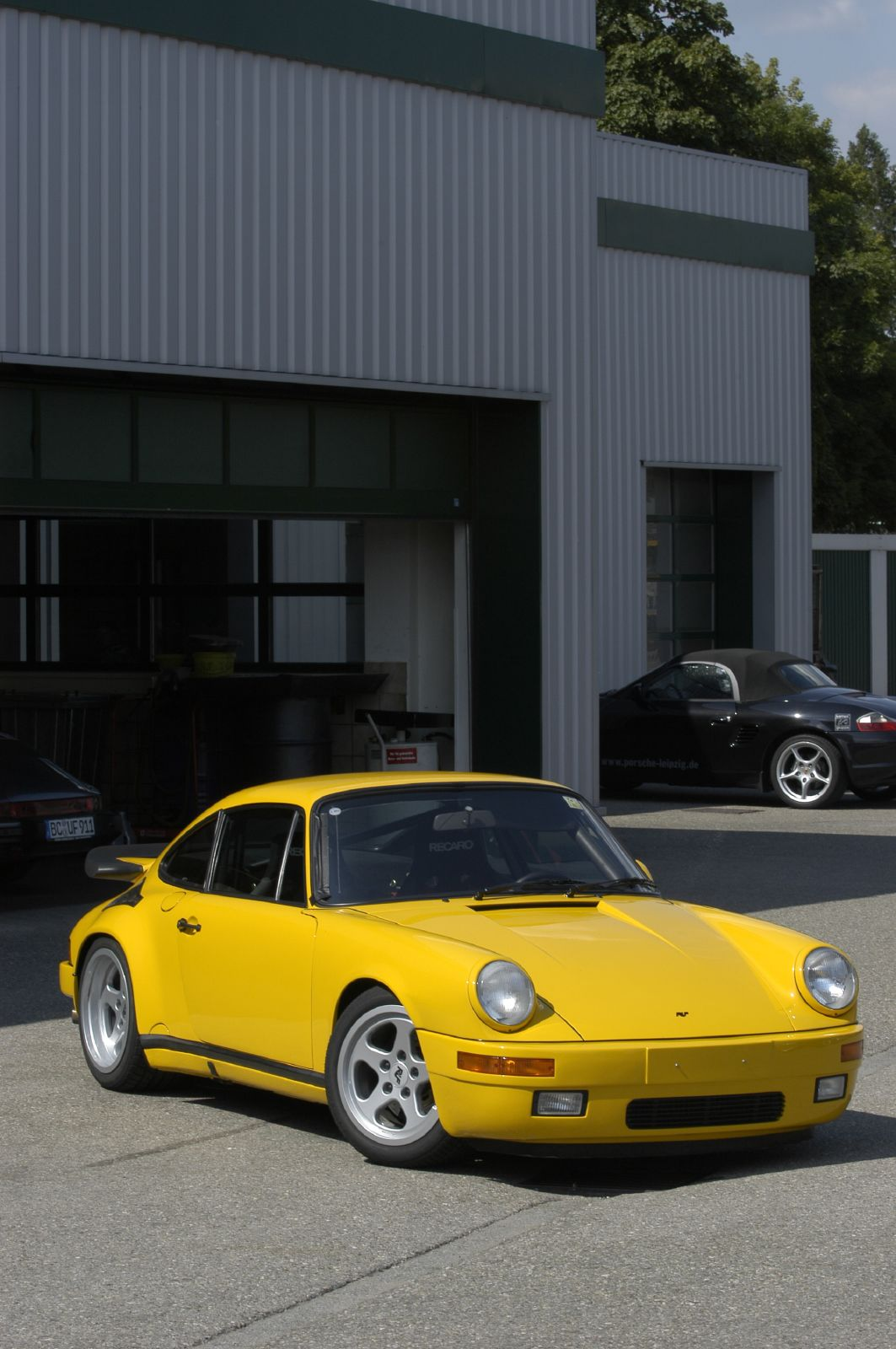
Ruf CTR Yellowbird.

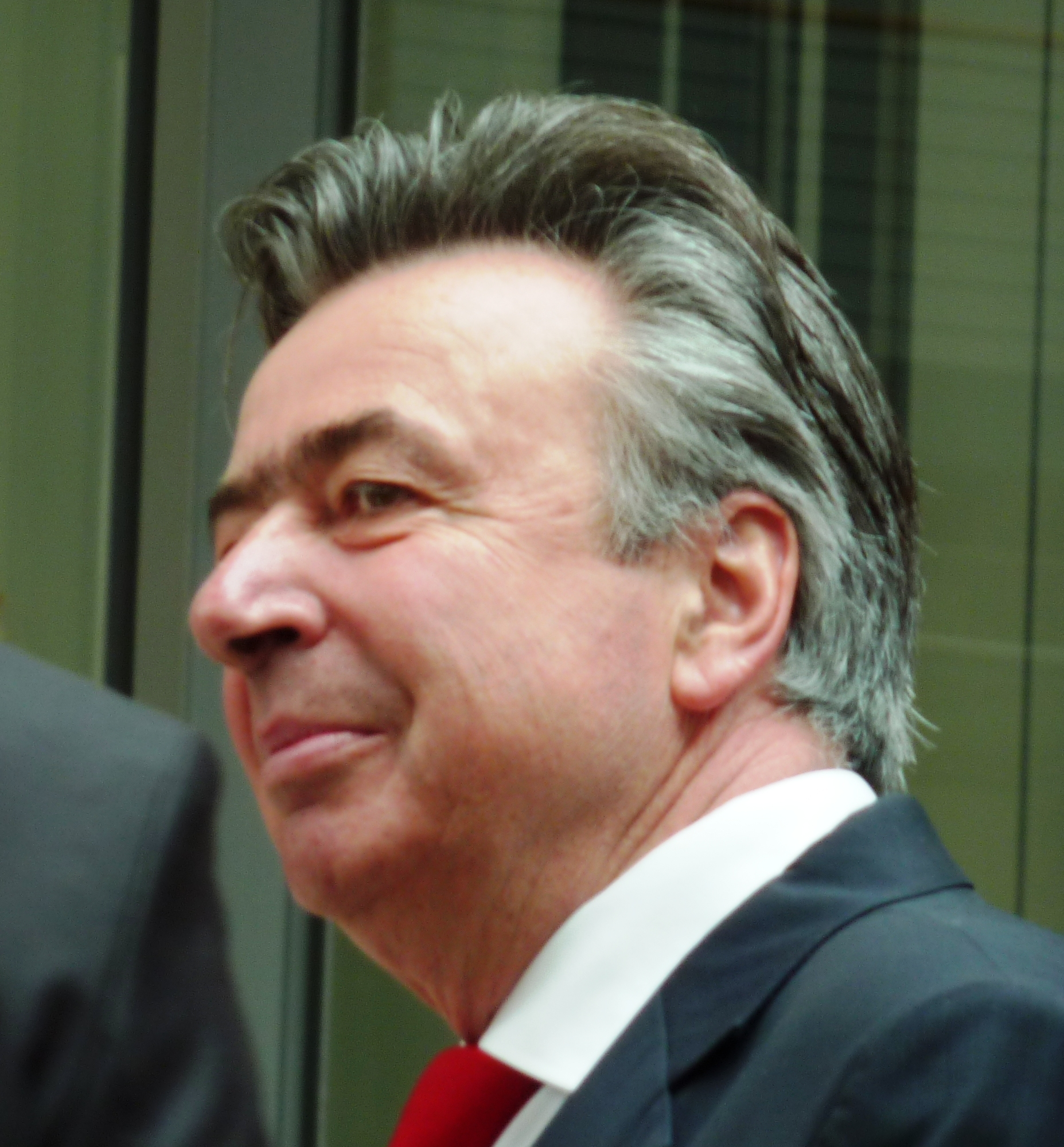
Alois Ruf (jun.) 2010.

RUF är ett tyskt företag som specialtillverkar Porsche-modeller. Eftersom RUF är ett eget bilmärke dyker det ganska ofta upp RUF-fordon i bilspel där tillverkarna av varierande orsaker inte lyckats få en licens från Porsche.
RUF lanserade år 1987 den välkända modellen ”yellowbird”, som hade en toppfart på 339 km/h.